# Lucien Mathys
Lucien Mathys (Zevergem, 9 april 1924 - Gavere, 19 december 2010) was een Belgische wielrenner. Hij was beroepsrenner van 1946 tot 1962 en reed zijn volledige profloopbaan bij het bekende Groene Leeuw. 

## Erelijst
- 1945: 1ste Nationaal kampioenschap voor Onafhankelijken
- 1946: 1ste GP Dr. Eugeen Roggeman - Stekene
- 1947: 1ste Circuit des régions frontalières, Mouscron
- 1947: 1ste Deinze
- 1949: 1ste Vichte
- 1951: 1ste Lede
- 1951: 1ste Ronde van België
- 1951: 1ste Schaal Sels
- 1951: 1ste Tessenderlo
- 1951: 1ste Zwevezele
- 1952: 1ste Gistel
- 1952: 1ste Omloop van Midden-Vlaanderen, Deinze
- 1952: 1ste Strijpen
- 1954: 1ste Heusden (Oost-Vlaanderen)
- 1954: 1ste Kruishoutem
- 1955: 1ste Kruishoutem
- 1956: 1ste Deinze
- 1956: 1ste Zottegem - Dr Tistaertprijs
- 1956: 1ste Merelbeke
- 1958: 1ste Buggenhout

## Resultaten in voornaamste wedstrijden
| Jaar | Ronde van Italië | Ronde van Frankrijk | Ronde van Spanje |
| ---- | ---------------- | ------------------- | ---------------- |
| 1947 |                  |                     |                  |
| 1948 |                  | opgave              |                  |
| 1949 |                  |                     |                  |
| 1951 |                  |                     |                  |
| 1952 |                  |                     |                  |
| 1953 |                  |                     |                  |
| 1954 |                  |                     |                  |
| 1955 |                  |                     |                  |
| 1956 |                  |                     |                  |
| 1957 |                  |                     |                  |
| 1958 |                  |                     |                  |

| Jaar | Milaan-San Remo | Gent-Wevelgem | Ronde van Vlaanderen | Parijs-Roubaix | Luik-Bast.‑Luik | Parijs-Brussel |
| ---- | --------------- | ------------- | -------------------- | -------------- | --------------- | -------------- |
| 1947 |                 | 24e           | 20e                  |                |                 | 22e            |
| 1948 |                 |               | 20e                  | 24e            | 10e             | 55e            |
| 1949 |                 | 18e           | 36e                  |                |                 | 44e            |
| 1951 |                 |               |                      |                | 21e             |                |
| 1952 |                 |               | 32e                  | 37e            |                 | 64e            |
| 1953 |                 | 30e           | 23e                  | 65e            |                 |                |
| 1954 |                 | 32e           |                      | 47e            |                 |                |
| 1955 |                 | 13e           |                      |                |                 |                |
| 1956 |                 |               | 5e                   | 39e            |                 | 73e            |
| 1957 | 17e             | Brons         | 21e                  |                |                 |                |
| 1958 |                 |               |                      |                |                 |                |